# Jytte Thompson
Jytte Thompson (født 6. februar 1925 i Gentofte, død ?6. december 2001. Urne på Bispebjerg Kirkegård) var en dansk billedhugger. Forældrene var grosserer, senere direktør Oluf Marius Larsen og Olga Andrea Hansine Andersson. Jytte Thompson giftede sig 9. september 1913 med instruktør, senere billedhugger Kuno Norvark.

## Biografi
Jytte Thompson arbejdede med naturalistiske skulpturer, relieffer og udsmykninger. Hun modellerede på klassisk billedhuggervis menneskeskikkelser op i ler, enkeltstående eller sammen i grupper. Herefter benyttede hun sig af formstøbning, hvorved skulpturerne blev støbt i gips eller bronze. Efter privatundervisning hos flere billedhuggere tog hun en længerevarende og grundig uddannelse på Kunstakademiet. Undervisningen i de seks år på billedhuggerskolen i Frederiksholms Kanal 28 hos professor Gottfred Eickhoff betød meget for hende. I et brev af den 11. april 1982 til ham skrev hun: "Samtidig vil jeg benytte lejligheden til at sige dig tak for min akademitid, hvor du altid søgte at opmuntre og ikke slå ned."
Jytte Thompson videreførte på egen vis naturalismen i skulpturen. Menneskene, som var udgangspunktet for hendes kunst, var både gamle og unge, og "nøgternt og usentimentalt udformet uden forskønnende idealisering", som kunsthistorikeren Dorthe Falcon Møller karakteriserer hendes arbejde.
Jytte Thompson anvendte i de store skulpturer af eksempelvis to kvindeskikkelser formkarakterer og komposition til at understrege en rammende psykologisk karakteristik. Hun var i sin tid en meget benyttet kunstner til udsmykningsopgaver, både fritstående skulpturer, relieffer og mosaikker. 

### Uddannelse
- 1946-1948 Skolen for fri og merkantil Kunst
- 1949-1957 Undervisning hos Harald Isenstein, Poul Holm Olsen og Erling Frederiksen
- 1958-1964 Kunstakademiet, billedhuggerskolen Frederiksholms Kanal, hos Gottfred Eickhoff
- 1964-1967 Kunstakademiet, billedhuggerskolen hos Mogens Bøggild

### Rejser og udlandsophold
- 1961 Spanien
- 1962 Grækenland
- 1962,1964 og 1983 Rom
- 1982 Firenze
- 1982 Ravenna

### Stillinger og hverv
- 1967, 1973, 1978-1979 Medlem af censurkomitéen på Charlottenborg
- 1982 Medlem af censurkomitéen på Kunstnernes Påskeudstilling
- 1968-1973 og 1981-1993 Medlem af Akademiet [3]
- 1984 Lærer ved Det Jyske Kunstakademi, Aarhus

### Stipendier og udmærkelser
- 1962, 1966 Prins Jørgens Legat
- 1963, 1964 Sthyrs Legat
- 1964 Hanne Benzons Legat
- 1964, 1967 Akademiet
- 1965 Carlsons Præmie
- 1965 Zacharias Jacobsen
- 1966-1967, 1970, 1981,1990 Statens Kunstfond
- 1969 August Schiøtt
- 1980 Carl Nielsen og Anne Marie Carl-Nielsens Legat
- 1984 Viggo Jarls Legat
- 1984 Astrid Noacks Legat
- 1984 Gerhard Hennings Legat
- 1985 C.L. Davids Legat
- 1985 Gottfred og Gerda Eickhoffs Legat
- 1987 Anne Marie Telmányis Legat
- 1989 Henry Heerups Legat

### Udstillinger
- 1962-1965, 1968-1969 Charlottenborgs Forårsudstilling

- 1962 Kunstnernes Efterårsudstilling

- 1965 Grønningen

- 1965, 1975 Å-udstillingen

- 1968 Gavnø

- 1969 Charlottenborgs Efterårsudstilling

- 1973, 1975-1976 Corner
- 1976 PRO
- 1976, 1986 Kvindelige Kunstneres Samfund
- 1977 1+1+10 i Nikolaj Udstillingsbygning
- 1978, 1982-1983, 1987, 1989, 1992, 1994 Den Nordiske
- 1978 Skulptur 1978 i Kongens Have, København
- 1978 Grænselandsudstillingen
- 1980 Kunstnere ved Søborg Mose, Thorasminde, Bagsværd
- 1992 12 Billedkunstnere, Pakhuset, Nykøbing Sj.
- 1997 Skulptur og natur, Dyssegårdsparken, Gentofte

### Separatudstillinger
- 1971 Galerie Birkdam, København
- 1971 Farumgård
- 1974 Henning Larsens Kunsthandel, København
- 1975 Thorasminde, Bagsværd
- 1977 Galerie Admiralgade
- 1978 Bikuben, Silkegade, København (sammen med Kuno Norvark)
- 1979 Kulturhuset, Helsinge (sammen med Gudrun Poulsen)
- 1979 Galleri Sct. Agnes, Roskilde (sammen med Gudrun Poulsen og Olga Tesch)

### Værker i offentlig eje
- 1963 Ung pige, Statens Museum for Kunst
- 1965 Stående mand, Ranum Statsseminarium
- 1968 David salves, gipsrelief, Gladsaxe Bibliotek
- 1973 Dådyrfontæne, bronze, plejehjemmet Rosenvang, Vordingborg
- 1975-1976 Samhørighed, bronze, Odense Universitet
- 1976 Relief med kvindefigurer, bronze, Håndværker- og Borgerforening, Præstø
- 1977-1978 Cordoba, mosaik, Søndre Skole, Grenå
- 1979 Christus efter Emmaus, mosaik, Nørgårds Højskole, Bjerringbro
- 1981 Dyregruppe, bronze, Brøndbyerne
- 1989 Relief med fugle, bronze, på gravsten for maleren Anna Klindt Sørensen, Gl. Rye Kirkegård
- 1993 Den lille pige med svovlstikkerne, bronze, Gråsten